# Доктрина двух царств
Доктрина двух царств — лютеранская концепция, обосновывающая божественность светской (государственной) власти и необходимость послушания ей. В основе лежит идея, что Бог равно правит двумя царствами: духовным (лат. regnum Christi) и земным (лат. regnum civile). Духовным царством Он правит как глава церкви, но и земные цари находятся во власти Бога и волей-неволей исполняют Его волю. Кроме того, люди выполняя свои мирские профессиональные обязанности также осуществляют Богом данное призвание. Все законные профессии угодны Богу. Тем не менее, Лютер оставлял право не подчиняться светской власти, когда она посягает на духовное: на религию. Но при этом основной формой протеста он признавал пассивное сопротивление, отрицая право на бунт и мятеж. 
Лютеранская доктрина двух царств является развитием идеи Августина о двух градах

## Библейские обоснования
- Нет власти не от Бога; существующие власти от Бога установлены. Посему противящийся власти противится Божьему установлению (Рим. 13:1-2)
- Будьте покорны всякому человеческому начальству (1 Пет. 2:13)

## Догматические обоснования
- Законные государственные учреждения являются благими делами Божьими (АИ, артикул XVI:1)